# Mugil setosus
Mugil setosus är en fiskart som beskrevs av Gilbert 1892. Mugil setosus ingår i släktet Mugil och familjen multfiskar. IUCN kategoriserar arten globalt som livskraftig. Inga underarter finns listade i Catalogue of Life.